# آسیاب‌آبی شماره ۲ ایوانکی
آسیاب آبی شماره ۲ ایوانکی مربوط به سده‌های متاخر دوران‌های تاریخی پس از اسلام است و در شهرستان گرمسار، بخش ایوانکی، شمال شهر ایوانکی، شرق مسیل رودخانه فصلی شهر واقع شده و این اثر در تاریخ ۲۶ اسفند ۱۳۸۷ با شمارهٔ ثبت ۲۶۰۶۳ به‌عنوان یکی از آثار ملی ایران به ثبت رسیده است.